# Heiner Berger
Heiner Berger (* 1. Juni 1933 in Köln; † 2. Mai 2015 in Aachen) war ein deutscher Verwaltungsbeamter und von 1975 bis 1994 Oberstadtdirektor der Stadt Aachen.

## Leben und Wirken
Nach seinem Abitur studierte Heiner Berger von 1952 bis 1955 Rechtswissenschaften an den Universitäten in Saarbrücken, München, Berlin und Heidelberg und schloss diesen Teil seiner Ausbildung im Jahr 1956 mit der ersten juristischen Staatsprüfung ab. Anschließend wechselte er an die Hochschule für Verwaltungswissenschaften Speyer, wo er 1959 promovierte und ein Jahr später seine Zweite Juristische Staatsprüfung bestand.
Eine erste feste Anstellung erhielt Berger von 1960 bis 1963 als Justiziar bei der Kreishandwerkerschaft in Bonn. Im Anschluss daran übernahm er bis 1968 als Direktionsassistent die Leitung der Finanzabteilung der Stadtwerke Bonn, bevor er bis 1975 als Stadtdirektor und Stadtkämmerer im Dienste der Stadt Göttingen tätig war. Zugleich erhielt er an der Universität Göttingen einen Lehrauftrag für Verwaltungslehre. Schließlich folgte Heiner Berger einem Ruf der Stadt Aachen, wo er bis zu seiner Pensionierung im Oktober 1995 als Nachfolger von Anton Kurze das Amt des Oberstadtdirektors bekleidete.
Heiner Berger setzte sich als Oberstadtdirektor von Anfang an sowohl bei der Stadt Aachen als auch in den verschiedenen Gremien und Institutionen, denen er zusätzlich noch angehörte, maßgeblich für zeitgemäße Verwaltungsreformen und deren Umsetzung ein. So war er unter anderem an der Novellierung des Sparkassengesetzes NRW, der Förderung des Reformprozesses in der Kommunalen Gemeinschaftsstelle für Verwaltungsmanagement (KGSt), an der Verwaltungsmodernisierung und Dienstrechtsreform im Deutschen Städtetag und vor allem an der Reform der nordrhein-westfälischen Kommunalverfassung beteiligt. Letztere bewirkte unter anderem, dass seine Position als Oberstadtdirektor mit dem Datum seiner Pensionierung abgeschafft und die Stadtverwaltung von einem direkt gewählten hauptamtlichen Oberbürgermeister in Personalunion übernommen wurde.
Nach seiner Pensionierung engagierte sich Berger als freier Mitarbeiter, Berater und Dozent bei verschiedenen Institutionen und schließlich auch als aktiver Politiker. So unterstützte er beispielsweise im Jahr 2000 die Deutsche Stiftung für Entwicklung bei der Realisation der Agenda 21, war ab 2006 bei der Neufassung eines kommunalen Finanzsystems für NRW involviert und begleitete ab 2009 im Rahmen des Aachen-Gesetz maßgeblich die Gründung der Städteregion Aachen. Darüber hinaus errang Berger bei der Kommunalwahl 2009 für die CDU ein Direktmandat seines Wahlkreises Laurensberg-Richterich zum Städteregionstag.
Heiner Berger starb am 2. Mai 2015 im Alter von 81 Jahren in Aachen. Er hinterlässt seine Frau und zwei Kinder.

## Mitgliedschaften und Ehrenämter (Auswahl)
- 1975–1995: Mitglied des Direktoriums für die Verleihung des Internationalen Karlspreises e. V. zu Aachen
- 1976–1995: Mitglied des Vorstandes Rheinischer Sparkassen- und Giroverband
- 1978–1995: Mitglied des Kuratoriums Rheinische Sparkassenakademie
- 1985–1995: Vorsitzender des Verwaltungsrates der Kommunalen Gemeinschaftsstelle für Verwaltungsmanagement (KGSt)
- 1988–1995: Mitglied des Vorstandes Abfallentsorgungs- und Altlastensanierungsverbandes NW
- 1989–1995: Mitglied des Präsidiums des Deutschen Städtetages
- 1991–1992: Vorsitzender des nordrhein-westfälischen Städtetages (1. Wahlperiode)
- 1991–1995: Vorsitzender des Personal- und Organisationsausschusses des Deutschen Städtetages
- 1994–1995: Vorsitzender des nordrhein-westfälischen Städtetages (2. Wahlperiode)
- 1994–1998: Stellvertretendes Mitglied im Ausschuss der Regionen, Brüssel
- Ab 2009: Mitglied im Aufsichtsrat und Vergabeausschuss der „Nahverkehr Rheinland GmbH“, Mitglied im Aufsichtsrat der Wirtschaftsförderungsgesellschaft, Mitglied im Regiorat und der Regionalkonferenz, Mitglied im „Ausschuss grenzüberschreitende Zusammenarbeit“, Mitglied im Personalausschuss

## Ehrungen und Auszeichnungen
- 1976: Ritter des Belgischen Kronenordens
- 1978: Ehrenmitglied der Tell-Bogenschützen, Burtscheid
- 1978: Deutsche Reiterkreuz in Silber
- 1982: Kommandeurkreuz des Ordens von Oranien-Nassau
- 1982: Großkreuz des Zivilen Verdienstordens von Spanien
- 1983: Offizierskreuz des Verdienstordens Pro Merito Melitensi
- 1987: Offizierkreuz des Ordre national du Mérite von Frankreich
- 1988: Komtur des Gregoriusordens
- 1990: Bundesverdienstkreuz 1. Klasse
- 1995: Goldener Ehrenring der Stadt Aachen
- 1996: Großes Bundesverdienstkreuz